# Lölling (Gemeinde Hüttenberg)

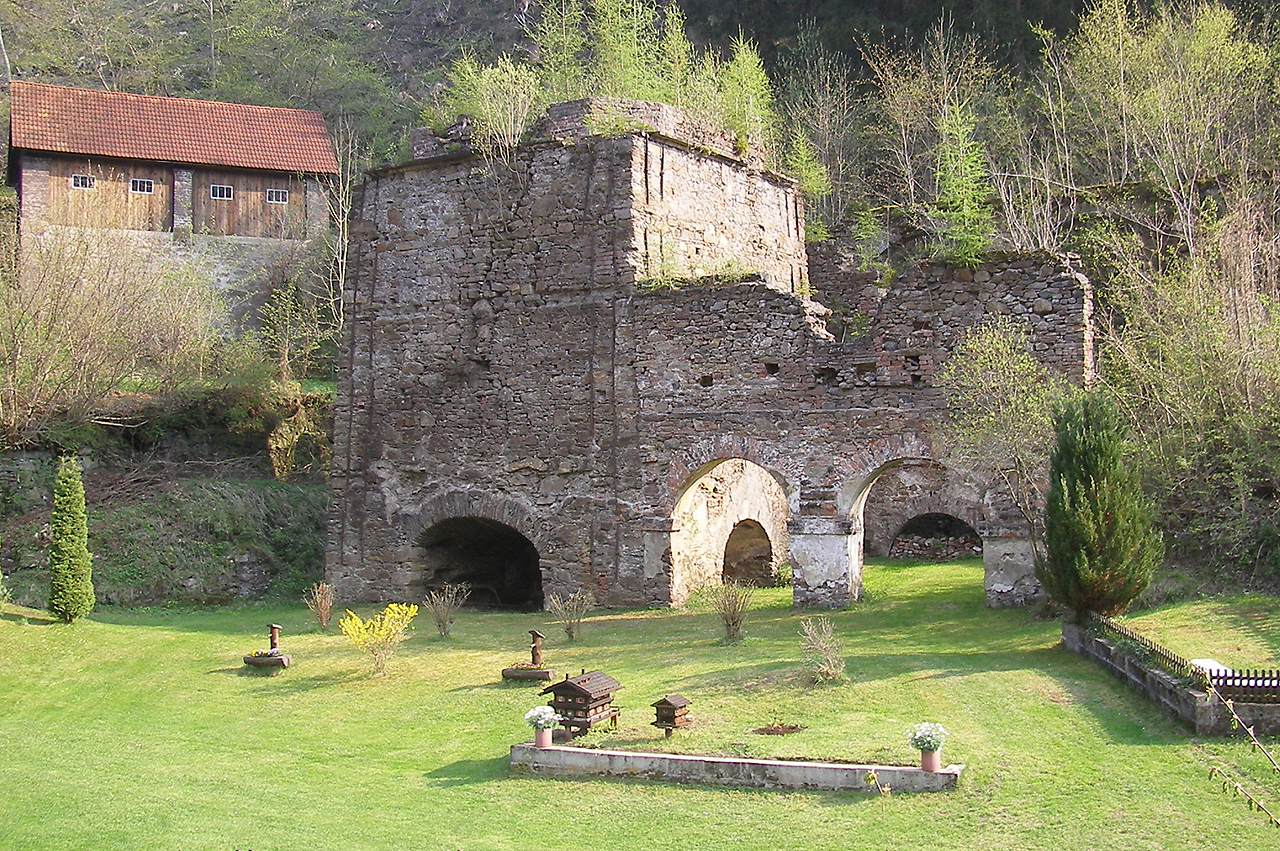
Historische Hochofenanlage (2006)

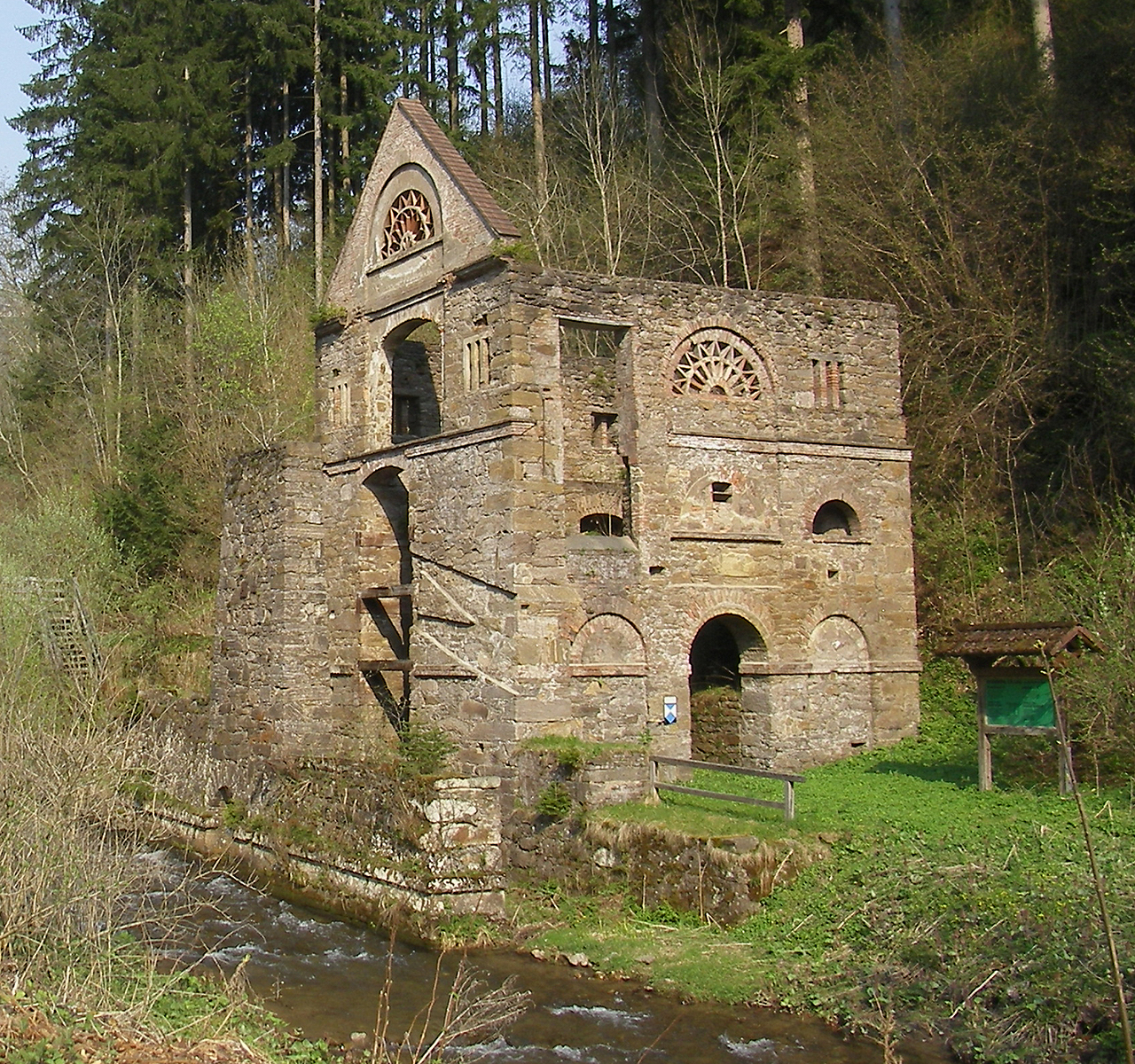
Erzquetsche aus dem 19. Jahrhundert

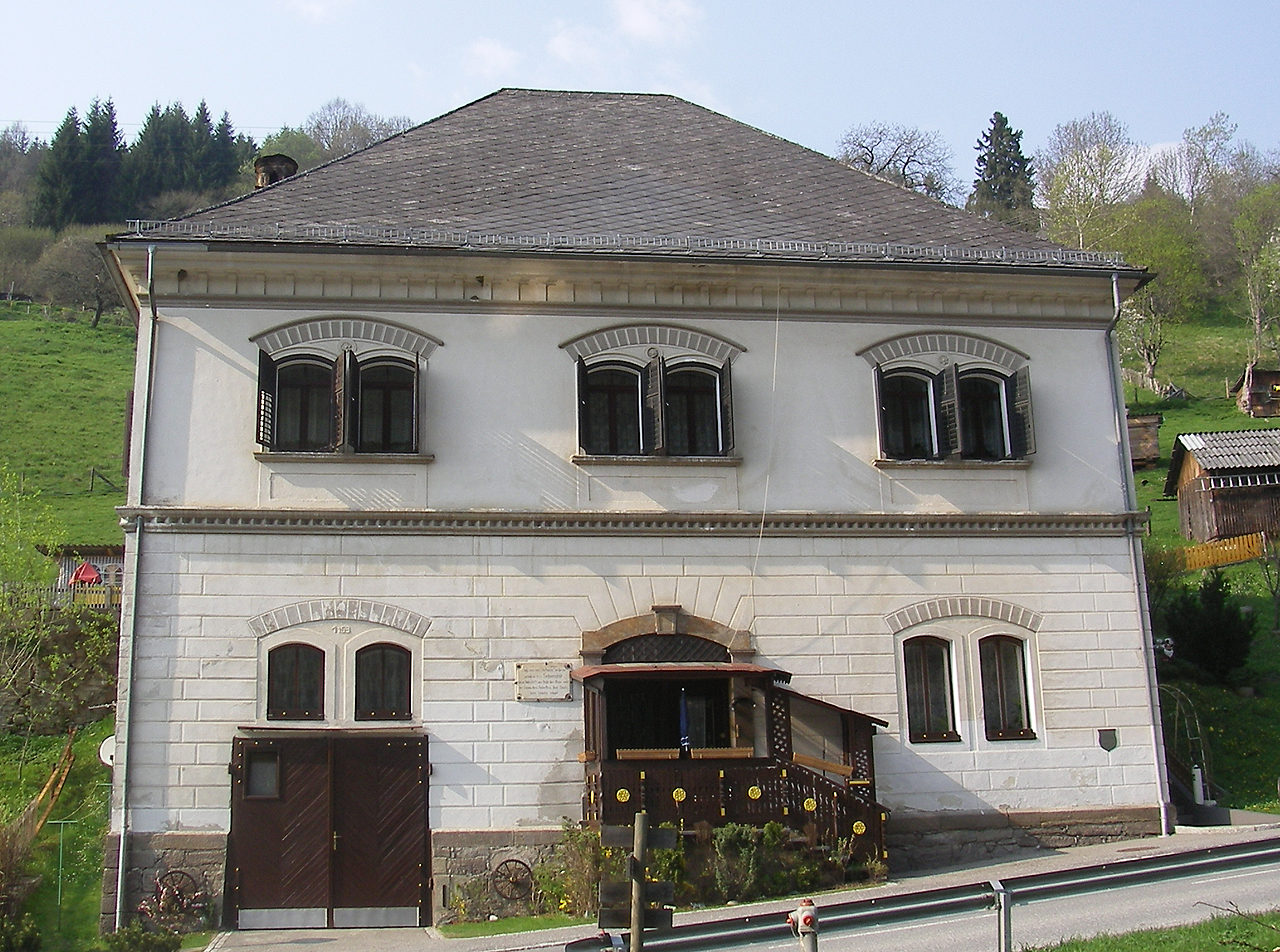
Dampfmaschinenhaus

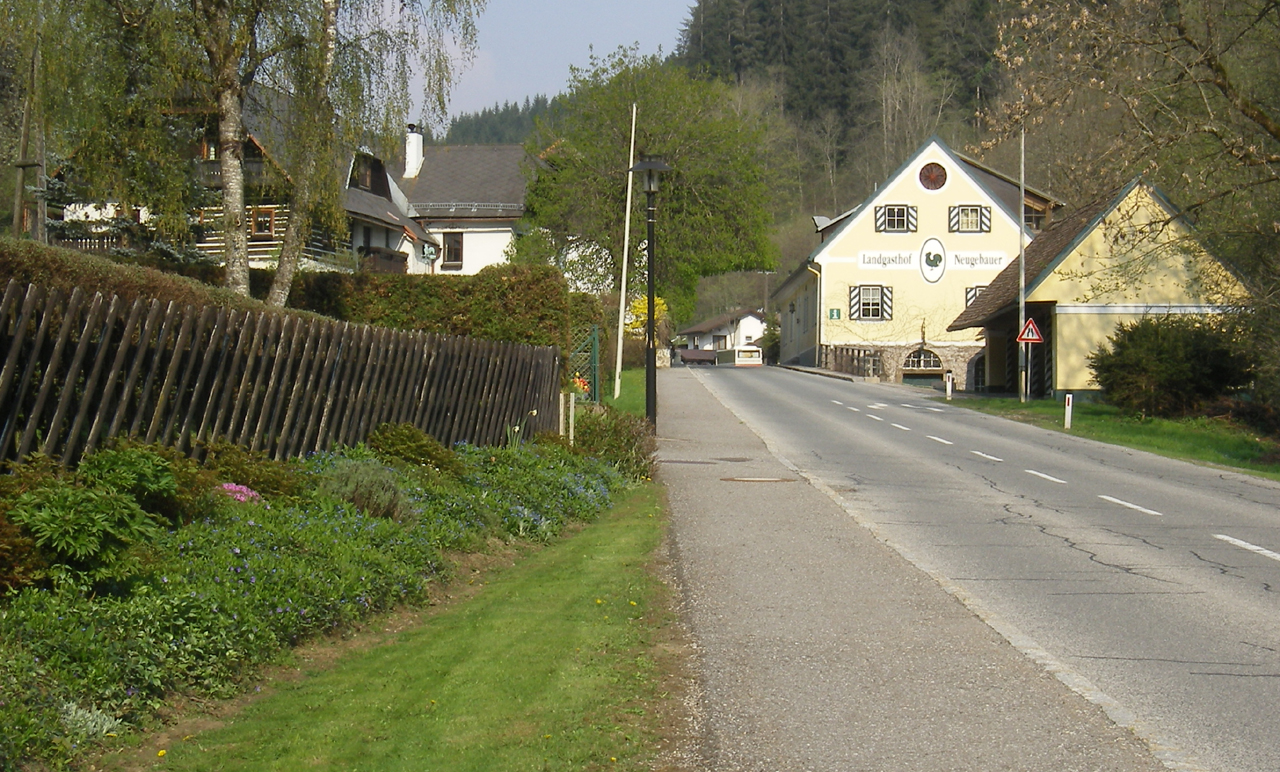
Ortseingang

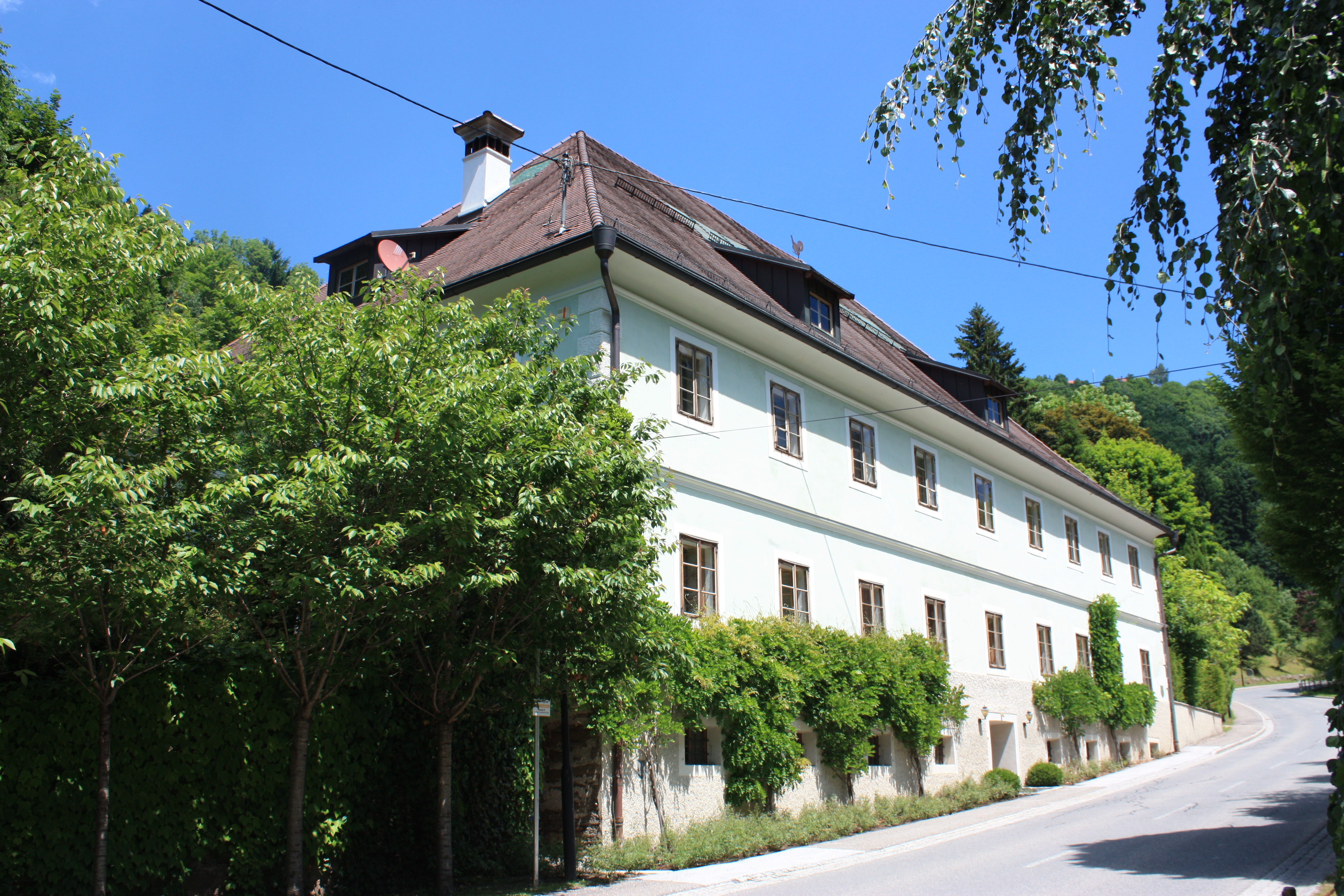
Schloss Lölling

Die Lölling ist ein Tal und ein ehemaliges, historisch bedeutendes Eisenabbau- und -verarbeitungsgebiet in der Marktgemeinde Hüttenberg in Kärnten. Der gleichnamige Hauptort des Tals besteht aus den drei Ortschaften Lölling Graben, Lölling Sonnseite und Lölling Schattseite.

## Geschichte

### Historische Eisengewinnung
Der Hüttenberger Erzberg sowie die vorhandene Wasserkraft (Löllingerbach) und die Braunkohlevorkommen schufen die Grundlage für die Eisenverarbeitung. Bereits 1572 gab es an der Stelle der heutigen Erzröste drei Hochöfen, die jedoch 200 Jahre später von einem Hochwasser weggeschwemmt wurden. Im Jahre 1800 erwarb die aus den Niederlanden stammende Familie Dickmann-Secherau alle Betriebsstätten. Im Jahre 1822 galt der Hochofen Johanna mit seiner Höhe von zwölf Meter als größter Hochofen Kärntens.
Die Jahresproduktion der drei betriebenen Hochöfen konnte bis auf 18.000 Tonnen gesteigert werden. Der Niedergang der Eisengewinnung der gesamten Region zu Ende des 19. Jahrhunderts fiel mit dem Ausbau der Eisenbahn und damit der fehlenden Konkurrenzfähigkeit mit den so erreichbaren, weit größeren Anlagen zusammen. Das Aufkommen der Steinkohle als effizienterer Brennstoff verschärfte den Wettbewerbsdruck weiter. Die höchsten Produktionszahlen Anfang der 1870er Jahre wurden vom Gründerkrach 1873 überschattet; danach fielen die Gewinne nachhaltig. Im Jahre 1899 wurde der letzte Hochofen stillgelegt.

### Sonstiges
Das Mineral Löllingit erhielt seinen Namen vom Ort und weist auf die historischen Erzlager sowie auf den großen Mineralienreichtum der Gegend hin.

## Wirtschaft und Gesellschaft
Lölling bietet kaum eigene Arbeitsplätze und viele Bewohner pendeln in das südliche Görtschitztal, Sankt Veit an der Glan oder Althofen aus. Die Bevölkerung weist wie in Hüttenberg eine Überalterung auf. Von gewisser Bedeutung ist der Fremdenverkehr, insbesondere die Gastronomie (Landgasthof Neugebauer), in der vor allem auf heimische Produkte gesetzt wird. Kleinere Betriebe innerhalb des Löllingergrabens betreiben Sägewerke.

## Persönlichkeiten
- Hildegard Bucher (geb. Drolle) (* 15. September 1902 im Löllinger-Graben; † 1. Mai 1945 im KZ Ravensbrück), Widerstandskämpferin gegen das NS-Regime
- Otto Retzer, österreichischer Regisseur und Schauspieler
- Franz Ferdinand von Österreich-Este

## Sehenswürdigkeiten

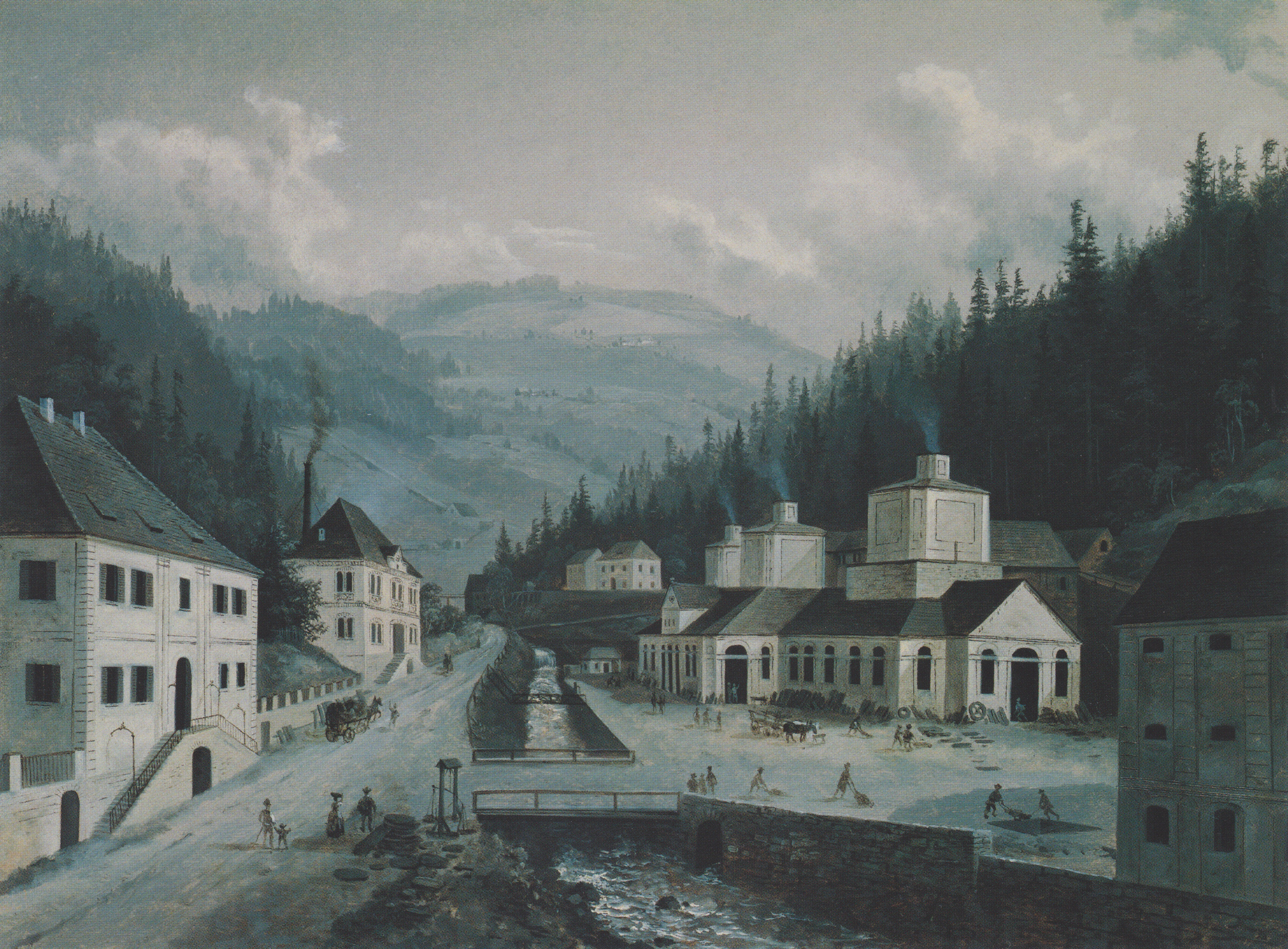
Eisenindustrie im 19. Jahrhundert

Zu den Sehenswürdigkeiten zählen vor allem die montanhistorischen Denkmäler, wie Hochöfen aus dem 19. Jahrhundert, eine Erzquetsche und ein Dampfmaschinenhaus. Das Schloss Lölling war im ehemaligen Besitz des Thronfolgers Franz Ferdinand von Österreich-Este, der es vom Gewerken Baron Dickmann, dem Sohn von Eugen Dickmann von Secherau um 1885 als Jagdrevier erwarb.